# Brändö begravningsplats

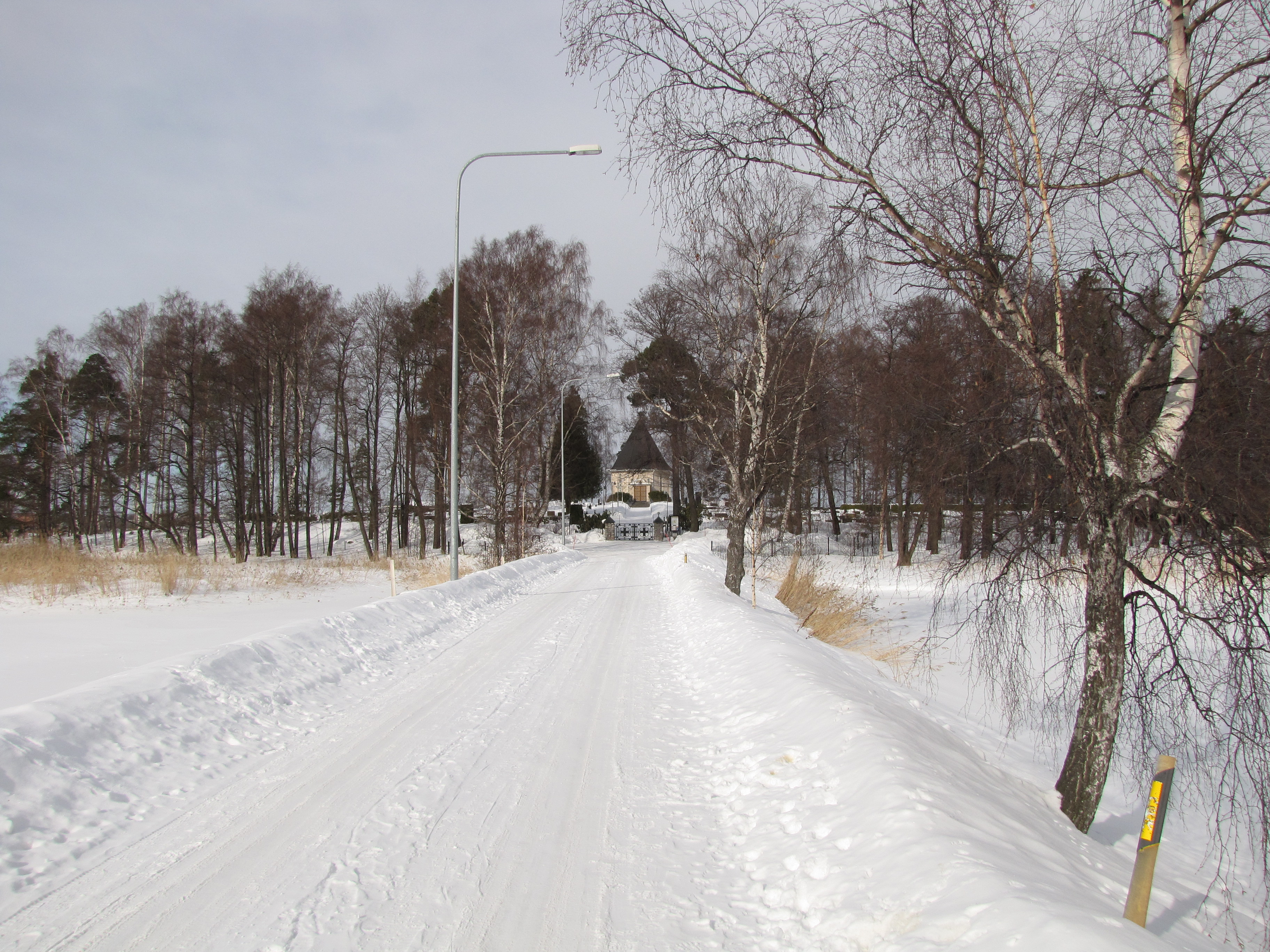
Brändö begravningsplats och kapell

Brändö begravningsplats är en begravningsplats i stadsdelen Brändö i Helsingfors. Begravningsplatsen styrs av Helsingfors kyrkliga samfällighet. Den invigdes år 1925. Begravningsplatsen har en yta av cirka två hektar och den är enbart reserverad för Matteus församlings och Brändö finska församlings medlemmar som bor på Brändö. 
I begravningsplatsen finns Vilans kapell, som är ritat av den finländske arkitekten Armas Lindgren år 1927, och Brändö hjältegravsområde. Hjältegravsområdets minnesmärke från 1941 är planerat av Ben Renvall.

## Kända personer begravda på Vilan
- Harald Andersén, körledare, påverkare inom körmusik, kompositör
- Erik Heinrichs, riddare av Mannerheimkorset, general av infanteriet, försvarsmaktens kommendör
- Martti Ilveskorpi, påverkare inom bostadspolitiken
- Hannes Kolehmainen, löpare, olympiamedaljör
- Armas Lindgren, arkitekt
- Paavo Talvela, riddare av Mannerheimkorset, general av infanteriet
- Ilmari Turja, författare, journalist
- Kustaa Vilkuna, akademiker, etnograf